# Neoderomyia fulvipes
Neoderomyia fulvipes är en tvåvingeart som först beskrevs av Philippi 1865.  Neoderomyia fulvipes ingår i släktet Neoderomyia och familjen rovflugor. Inga underarter finns listade i Catalogue of Life.